# Ochrostigma moayerii
Ochrostigma moayerii är en fjärilsart som beskrevs av Ebert 1971. Ochrostigma moayerii ingår i släktet Ochrostigma och familjen tandspinnare. Inga underarter finns listade i Catalogue of Life.